# Championnat de Belgique de football de troisième division 2009-2010
Navigation
Saison précédente Saison suivante
Le championnat de football D3 2009-2010 fut la compétition belge de football du 3e niveau national.
Cette édition fut la première lors de laquelle la Division 3 belge, depuis son instauration sous ce terme en 1952-1953, devait compter 36 clubs répartis en deux séries de 18. Finalement, ils furent 37 à la suite du « Dossier Wielsbeke ». À la fin de la saison précédente, le SC Wielsbeke perdit un match d'appui contre le Péruwelz et se retrouva relégué en Promotion (D4). Mais contrairement à ce que le règlement prévoyait, la partie n'eut pas lieu en terrain neutre mais à Péruwelz. Wielsbeke déposa réclamation et finit par avoir gain de cause et fut reversé en Division 3. Notons qu'après avoir battu Wielsbeke, le R. RC Péruwelz assura son maintien au terme des barrages.
Les deux champions 2009-2010 furent le K. SK Heist et le R. CS Visé. Le premier nommé venait de monter de Promotion (D4), le second profita d'une baisse de régime de l'Olympic Charleroi qui fut longtemps leader de la série B.
La fin de championnat fu marquée par l'acharnement du K. RC Mechelen qui refusa le verdict sportif et multiplia les recours pour tenter d'éviter la descente et perturba le bon déroulement du tour final avec les séries de Promotion (D4). En vain, le matricule 24 glissa sous le 3e niveau pour la première fois de son Histoire.

## Clubs participants 2009-2010
- la Colonne "Mat" renseigne le numéro matricule du club concerné.

| 2008-2009 | Mat   | Clubs III A               | Villes            |  | 2008-2009 | Mat  | Clubs III B                 | Villes               |
| --------- | ----- | ------------------------- | ----------------- |  | --------- | ---- | --------------------------- | -------------------- |
| Div. II   | 211   | K. FC Vigor Wuitens Hamme | Hamme             |  | Div. II   | 246  | R. Olympic Cl. Charleroi-M. | Charleroi            |
| Div. II   | 818   | KMSK Deinze               | Deinze            |  | Div. II   | 200  | R. Excelsior Virton         | Virton               |
| 4e "B"    | 24    | K. RC Mechelen            | Malines           |  | Div. II   | 156  | UR Namur                    | Namur                |
| 5e "A"    | 225   | K. SV Sottegem            | Zottegem          |  | 2e "B"    | 369  | R. CS Visé                  | Visé                 |
| 5e "B"    | 85    | K. VC Willebroek-Meerhof  | Willebroek        |  | 2e "A"    | 3197 | KV Woluwe-Zaventem          | Zaventem             |
| 6e "A"    | 81    | K. SV Oudenarde           | Audenarde         |  | 3e "A"    | 844  | K. FC Racing Mol-Wezel      | Mol                  |
| 6e "B"    | 2138  | K. Rupel Boom FC          | Boom              |  | 4e "B"    | 3887 | K. Diegem Sport             | Diegem               |
| 8e "A"    | 3302  | K. RC Waregem             | Waregem           |  | 5e "B"    | 213  | URS du Centre               | Haine-Saint-Pierre   |
| 8e "B"    | 2366  | Hoogstraten VV            | Hoogstraten       |  | 7e "B"    | 595  | K. Bocholter VV             | Bocholt              |
| 9e "A"    | 9264  | FC Nieuwkerke St-Niklaas  | Saint-Nicolas     |  | 9e "B"    | 3624 | Excelsior Veldwezelt        | Veldwezelt           |
| 11e "A"   | 90    | VC Eendracht Aalst 2002   | Alost             |  | 10e "B"   | 8    | R. CS Verviers              | Verviers             |
| 12e "B"   | 43    | R. Cappellen FC           | Kapellen          |  | 10e "A"   | 5750 | R. White Star Woluwé FC     | Woluwe-Saint-Lambert |
| 14e "A"   | 6381  | SC Wielsbeke              | Wielsbeke         |  | 11e "B"   | 54   | K. SK Tongeren HM           | Tongres              |
| Prom.     | 4297  | K. SV Temse               | Temse             |  | 12e "A"   | 10   | R. Union St-Gilloise        | Forest               |
| Prom.     | '1934 | KVV Coxyde                | Coxyde            |  | 13e "B"   | 606  | K. FC Dessel Sport          | Dessel               |
| Prom.     | 100   | K. VK Ieper               | Ypres             |  | 14e "A"   | 216  | R. RC Péruwelz              | Peruwelz             |
| Prom.     | 822   | Torhout KM 1992           | Torhout           |  | Prom.     | 9026 | FC Bleid                    | Bleid                |
| Prom.     | 5368  | K. SKL Ternat             | Ternat            |  | Prom.     | 3245 | K. SK Kermt-Hasselt         | Hasselt              |
| Prom.     | 3242  | K. SK Heist               | Heist-op-den-Berg |  |           |      |                             |                      |

## Classements 2009-2010

### Légende
|                  | Champion et promotion en Division II                      |
|                  | Qualifié pour le tour final pour la montée en Division II |
|                  | Doit jouer les Barrages de maintien                       |
|                  | Relégué en Promotion                                      |
| en diminution    | Relégué de Division II depuis la saison 2008-2009         |
| en augmentation  | Promu de Promotion depuis la saison 2008-2009             |
| (T1), (T2), (T3) | Vainqueur de tranches 2009-2010                           |

### Division III A
| Rang | Équipe                    | Pts | J  | G  | N  | P  | Bp | Bc | Diff |
| ---- | ------------------------- | --- | -- | -- | -- | -- | -- | -- | ---- |
| 1    | K. SK Heist               | 76  | 36 | 23 | 7  | 6  | 73 | 34 | +39  |
| 2    | K. Ruppel-Boom FC         | 72  | 36 | 21 | 9  | 6  | 82 | 46 | +36  |
| 3    | VC Eendracht Alost 2002   | 67  | 36 | 20 | 7  | 9  | 82 | 44 | +38  |
| 4    | KM SK Deinze              | 60  | 36 | 17 | 9  | 10 | 50 | 38 | +12  |
| 5    | K. SV Temse               | 56  | 36 | 16 | 8  | 12 | 61 | 60 | +1   |
| 6    | K. Coxyde VV              | 55  | 36 | 15 | 10 | 11 | 66 | 43 | +23  |
| 7    | K. Vigor Wuitens Hamme    | 55  | 36 | 15 | 10 | 11 | 59 | 51 | +8   |
| 8    | Hoogstraten VV            | 50  | 36 | 14 | 8  | 14 | 59 | 55 | +4   |
| 9    | FC Nieuwkerken St-Niklaas | 49  | 36 | 14 | 7  | 15 | 62 | 55 | +7   |
| 10   | K. Racing Waregem         | 48  | 36 | 14 | 6  | 16 | 43 | 51 | -8   |
| 11   | K. SV Oudenaarde          | 48  | 36 | 11 | 15 | 10 | 62 | 62 | 0    |
| 12   | Torhout KM 1992           | 45  | 36 | 13 | 6  | 17 | 49 | 51 | -2   |
| 13   | SC Wielsbeke              | 45  | 36 | 11 | 12 | 13 | 50 | 62 | -12  |
| 14   | K. SKL Ternat             | 41  | 36 | 12 | 5  | 19 | 53 | 72 | -19  |
| 15   | R. Cappellen FC           | 39  | 36 | 11 | 6  | 19 | 40 | 62 | -22  |
| 16   | K. SV Sottegem            | 38  | 36 | 11 | 5  | 20 | 32 | 65 | -33  |
| 17   | K. VK Ieper               | 38  | 36 | 10 | 7  | 19 | 53 | 70 | -17  |
| 18   | K. RC Mechelen            | 37  | 36 | 8  | 13 | 15 | 52 | 71 | -19  |
| 19   | K. VC Willebroek-Meerhout | 30  | 36 | 8  | 6  | 22 | 40 | 76 | -36  |

- La série compta 19 équipes et donc le système de tranches ne fut pas appliqué. Les clubs classés au 2e, 3e et 4e places accédèrent au tour final, à condition d'être en ordre de licence pour le football rémunéré.
- Le SC Wielsbeke contesta sa relégation en fin de saison 2008-2009, car "le test-match qu'il perdit ne fut pas joué sur terrain neutre". La Fédération maintint le club en D3, d'où cette série à 19 équipes tandis qu'une série de Promotion (la "A") ne compta que 15 formations.
- Peu avant la fin de championnat, le K. VC Willebroek-Meerhof récupéra sur tapis vert des points perdus à la suite de cinq défaites par forfait (pour avoir aligné un joueur non-affilié). Parmi les clubs devant « rendre » des points, il y eut le K. FC Rupel-Boom qui par ce fait vit le titre mathématiquement acquis au K. SK Heist, etc. une semaine avant de le recevoir lors de la dernière journée ! Le K. RC Mechelen perdit 6 points et se retrouva relégué d'office en Promotion ! Ce club n'a jamais joué plus bas que le 3e niveau national.

### Division 3B
| Rang | Équipe                                        | Pts | J  | G  | N  | P  | Bp | Bc | Diff |
| ---- | --------------------------------------------- | --- | -- | -- | -- | -- | -- | -- | ---- |
| 1    | R. CS Visé (T3)                               | 71  | 34 | 20 | 11 | 3  | 55 | 25 | +30  |
| 2    | R. Olympic Cl. Charleroi-Marchienne (T1) (T2) | 62  | 34 | 17 | 11 | 6  | 53 | 27 | +26  |
| 3    | K. FC Dessel Sport                            | 58  | 34 | 16 | 10 | 8  | 75 | 43 | +32  |
| 4    | KV Woluwe-Zaventem                            | 56  | 34 | 17 | 5  | 12 | 44 | 42 | +2   |
| 5    | URS Centre                                    | 53  | 34 | 15 | 8  | 11 | 47 | 41 | +6   |
| 6    | K Diegem Sport                                | 52  | 34 | 14 | 10 | 10 | 48 | 46 | +2   |
| 7    | RCS Verviers                                  | 48  | 34 | 12 | 12 | 10 | 33 | 44 | -11  |
| 8    | K Bocholter VV                                | 47  | 34 | 12 | 11 | 11 | 56 | 44 | +12  |
| 9    | K. FC Racing Mol-Wezel                        | 45  | 34 | 11 | 12 | 11 | 37 | 32 | +5   |
| 10   | K. SK Hasselt                                 | 45  | 34 | 11 | 12 | 11 | 42 | 51 | -9   |
| 11   | R. White Star Woluwé FC                       | 43  | 34 | 12 | 7  | 15 | 35 | 38 | -3   |
| 12   | Union Royale Namur                            | 43  | 34 | 10 | 13 | 11 | 45 | 44 | +1   |
| 13   | R. Excelsior Virton                           | 42  | 34 | 12 | 6  | 16 | 43 | 36 | +7   |
| 14   | Royale Union Saint-Gilloise                   | 42  | 34 | 10 | 12 | 12 | 39 | 38 | +1   |
| 15   | FC Bleid                                      | 40  | 34 | 10 | 10 | 14 | 46 | 37 | +9   |
| 16   | K. SK Tongeren                                | 39  | 34 | 10 | 9  | 15 | 41 | 51 | -10  |
| 17   | Excelsior Veldwezelt                          | 26  | 33 | 6  | 8  | 19 | 30 | 54 | -24  |
| 18   | R. RC Péruwelz                                | 21  | 30 | 6  | 3  | 25 | 23 | 97 | -74  |

- Le KV Woluwé-Zaventem n'a pas demandé de licence pour le "football rémunéré". La 3e place pour le tour final fut attribuée au cinquième classé : l'URS du Centre.

## Tour final D3

### Participants
- Série A = K. Rupel Boom FC, VC Eendracht Aalst 2002, KMSK Deinze.
- Série B = R. Olympic Cl. Charleroi-March., K. FC Dessel Sport, URS du Centre.
- Barragiste de Division 2 = K. SK Ronse.

En raison de la relégation administrative du R. Excelsior Mouscron depuis la Division 1, la Fédération belge décida que le tour final D2/D3 ne se jouerait qu'entre 7 clubs.
| |                                 |                                 | Score |        |                                 |                                 | Score |
| Le tour final proprement dit se dispute par matches à élimination directe: Quarts, Demis et enfin Finale. À la suite du tirage au sort, le K. FC Dessel Sport est exempté du niveau des quarts de finale. |                                 |                                 |       |        |                                 |                                 |       |
| Première journée - quarts de finale - Aller le dimanche 16 mai / Retour le jeudi 20 mai. |                                 |                                 |       |        |                                 |                                 |       |
| Q1 Aller | K. SK Ronse (II)                | URS du Centre                   | 0-1   | Retour | URS du Centre                   | K. SK Ronse (II)                | 3-1   |
| Q2 Aller | R. Olympic Cl. Charleroi-March. | KM SK Deinze                    | 0-0   | Retour | KM SK Deinze                    | R. Olympic Cl. Charleroi-March. | 0-1   |
| Q3 Aller | K. Rupel Boom FC                | VC Eendracht Aalst 2002         | 4-0   | Retour | VC Eendracht Aalst 2002         | K. Rupel Boom FC                | 3-4   |
| | K. FC Dessel Sport              |                                 | bye   |        |                                 |                                 |       |
| Deuxième journée - demi-finales - Aller le dimanche 23 mai / Retour le jeudi 27 mai. |                                 |                                 |       |        |                                 |                                 |       |
| D1 Aller | URS du Centre                   | K. FC Dessel Sport              | 2-1   | Retour | K. FC Dessel Sport              | URS du Centre                   | 3-3   |
| D2 Aller | K. Rupel Boom FC                | R. Olympic Cl. Charleroi-March. | 2-2   | Retour | R. Olympic Cl. Charleroi-March. | K. Rupel Boom FC                | 0-2   |
| Troisième journée - Match de classement - Une seule manche, pour une place éventuelle en D2. |                                 |                                 |       |        |                                 |                                 |       |
| 3/4 | R. Olympic Charleroi            | K. FC Dessel sport              | 4-1   |        |                                 |                                 |       |
| Troisième journée - FINALE - Aller le dimanche 30 mai / retour le dimanche 6 juin. |                                 |                                 |       |        |                                 |                                 |       |
| FIN Aller | K. Rupel Boom FC                | URS du Centre                   | 1-0   | Retour | URS du Centre                   | K. Rupel Boom FC                | 4-4   |

- Le K. SK Ronse (Renaix) fut relégué en Division 3.
- K. Rupel Boom FC remporta ce tour final et monta en Division 2.
- Classée deuxième, l'URS du Centre ne pouvait monter que si UNE place se libèrait. Cene fut pas le cas.
- Le R. Olympic Cl. Charleroi-Marchienne est classé 3e de ce tour final ne pouvait monter que si DEUX place se libèraient. Ce ne fut pas le cas.

## Tour final Promotions
Ce tour final opposa les "vainqueurs de tranche" des 4 séries de Promotion (Division 4). Si un vainqueur de tranche était le champion de sa série, le suivant au classement général prenait la place au Tour final.
- Ce tour final fut suspendu après la première journée (joué le jeudi de l'Ascension), à la suite d'une plainte du RC Malines. Ce club de D3 (série A) réclama car Willebroek-Meerhof initialement puni de cinq forfaits pour avoir aligné un joueur non-affilié récupéra ses points. Les rencontres de la 2e journée, prévue le dimanche 16 mai furent reportées. Replannifiés le 30 mai, les matches furent à nouveau reportés. Cette fois dans l'attente de l'évolution de la plainte du RC Malines devant le CIOB ! Comme le T.A.S. débouta une nouvelle fois le RC Malines, le tour final reprit.
- Des places disponibles supplémentaires se libérèrent en Division 3 à la suite de la radiation du R. Excelsior Mouscron, des rapprochements (pas de fusions) Overpelt/Mol-Wezel et RS Waasland/SK Beveren.
- Ci-dessous le planning initial:

|                                                                                       |                              |                             | Score | Prol | TaB |
| Première journée - jeudi 13 mai 2010                                                  |                              |                             |       |      |     |
| 1                                                                                     | K. Olympia SC Wijgmaal       | K. OLSA Brakel              | 1-2   |      |     |
| 2                                                                                     | K. Excelsior SK Leopoldsburg | R. FC Sérésien              | 0-0   | 1-0  |     |
| 3                                                                                     | R. JS Heppignies-Lamb.-Fl.   | K. RC Gent-Zeehaven         | 2-0   |      |     |
| 4                                                                                     | R. Union Wallonne Ciney      | K. FC Sint-Lenaarts         | 2-0   |      |     |
| 5                                                                                     | R. FC Huy                    | K. FC Duffel                | 2-0   |      |     |
| 6                                                                                     | R. FC Turkania Faymonville   | K. SC Grimbergen            | 0-2   |      |     |
| Deuxième journée - dimanche 16 mai 2010 - REPORTEE, >finalement jouée le 6 juin 2010. |                              |                             |       |      |     |
| 7                                                                                     | K. SC Grimbergen             | R. Union Wallonne Ciney     | 4-2   |      |     |
| 8                                                                                     | K. OLSA Brakel               | K. SC Tongeren (D3)         | 3-0   |      |     |
| 9                                                                                     | R. FC Huy                    | K. SV Sottegem (D3)         | 3-0   |      |     |
| 10                                                                                    | R. JS Heppignies-Lamb.-Fl.   | K. Excelsior SK Leopolsburg | 1-0   |      |     |
| Troisième journée - dimanche 13 juin 2010                                             |                              |                             |       |      |     |
| 11                                                                                    | K. OLSA Brakel               | K. SC Grimbergen            | 1-0   |      |     |
| 12                                                                                    | R. JS Heppignies-Lamb.-Fl.   | R. FC Huy                   | 2-4   |      |     |
| Repêchage - dimanche 20 juin 2010                                                     |                              |                             |       |      |     |
| 14                                                                                    | K. SC Grimbergen             | R. JS Heppignies-Lamb.-Fl.  | 0-0   | 0-0  | 4-2 |

- En même temps que la suspension du tour final (voir ci-dessus), l'URBSFA annonça qu'un tirage au sort supplémentaire serait être effectué afin de classer les équipes éliminées lors de la 2e journée.
- Le K. RC Mechelen fut finalement débouté par le Tribunal d'Arbitrage du sport du COIB et donc relégué en Promotion (pour la première fois de son Histoire le club glissait sous le 3e niveau national)
- Peu après la journée du 6 juin, les clubs battus lors de la 2e journée s'affrontèrent (K. SV Sotgtegm-R. UW Ciney 2-1 et K. SC Tongeren-K. Excelsior SK Leopoldsburg 2-3). Les deux vainqueurs devaient se rencontrer mais ils décidèrent de ne pas jouer ce repêchage puisque « ils étaient fixés sur leur sort ».
- À la suite de ce tour final : le K. OLSA Brakel, le K. SC Grimbergen, la R. JS Heppignies-Lambusart-Fleurus et le R. FC Huy furent promus en Division 3.

## Récépitulatif la saison
- Champion A: K. SK Heist (1er titre de D3)
- Champion B: R. CS Visé (1er titre de D3)
- 'Quarante-cinquième titre de D3 pour la Province d'Anvers
- Vingt-cinquième titre de D3 pour la Province de Liège

| Région flamande (0)             | Région flamande (0) | Province de Brabant (0)      | Province de Brabant (0) | Région wallonne (0)    | Région wallonne (0) |
| ------------------------------- | ------------------- | ---------------------------- | ----------------------- | ---------------------- | ------------------- |
| Province d'Anvers               | 0                   | Région de Bruxelles-Capitale | 0                       | Province de Hainaut    | 0                   |
| Province de Flandre-Occidentale | 0                   | Province du Brabant flamand  | 0                       | Province de Liège      | 0                   |
| Province de Flandre-Orientale   | 0                   | Province du Brabant wallon   | 0                       | Province de Luxembourg | 0                   |
| Province de Limbourg            | 0                   |                              |                         | Province de Namur      | 0                   |

1. ↑  Au niveau footballistique, la province de Brabant est toujours unitaire malgré sa partition territoriale en 1995.

### Admission / Relégation
Les deux champions, le K. SK Heist et le R. CS Visé sont promus en Division 2 où ils remplacent les deux relégués d'office que sont le K. SK Beveren et le R. FC de Liège.
Le K. Rupel Boom FC est promu en D2 via le tour final.
Le K. SK Ronse est relégué de D2 via le tour final.

## Sources et liens externes
- Footgoal